# Ронан мак Колмайн

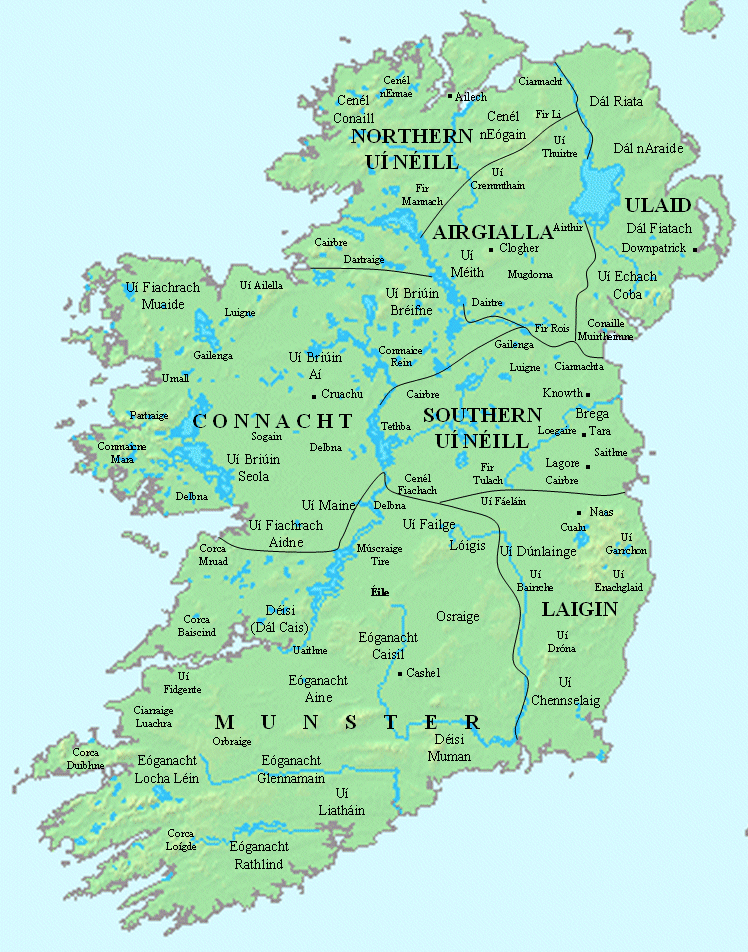
Ирландия в Раннее Средневековье

Ронан мак Колмайн (др.‑ирл. Rónán mac Colmáin; умер в 624) — король Лейнстера (605/608—624).

## Биография

### Свидетельства ирландских анналов
По свидетельству исторических источников, преемником погибшего в 605 или 608 году правителя Лейнстера Брандуба мак Эхаха был король Ронан мак Колмайн. В «Лейнстерской книге» он наделён девятью годами правления. Однако в ирландских анналах кончина Ронана датируются 624 годом. Другие сведения о правлении Ронана, кроме даты его смерти, в анналах отсутствуют. Это может свидетельствовать о том, что в это время лейнстерцы не были вовлечены в какие-либо военные конфликты.

### Идентификация личности
Ронана мак Колмайна большинство средневековых авторов отождествляли с сыном лейнстерского короля Колмана Мара из рода Уи Дунлайнге. Возможно, это сопоставление было основано на упоминании крепости Дун Наас, находившейся в землях Уи Дунлайнге, как резиденции короля Ронана.
Однако по мнению Ф. Д. Бирна, лейнстерским королём мог быть не Ронан мак Колмайн из Уи Дунлайнге, а одноимённый король Уи Хеннселайг, деятельность которого также приходилась на первую четверть VII века. В качестве довода в пользу своей версии историк приводит данные о том, что о Ронане из Уи Хеннселайг как о короле Лейнстера упоминают наиболее ранние дошедшие до нашего времени источники. Об этом Ронане мак Колмайне известно, что он был праправнуком правителя Лейнстера и Уи Хеннселайг Кримтанна мак Эндая, скончавшегося в 484 году. В списке правителей Уи Хеннселайг, сохранившемся в «Лейнстерской книге», он назван четвёртым преемником короля Брандуба мак Эхаха. В генеалогических трактатах сыновьями Ронана названы Крундмаэл Эрбуйлк, Куммасках и Блатмак (умер в 658 году). Из них первые два были правителями Уи Хеннселайг, а Крундмаэл владел также и титулом короля всего Лейнстера. После смерти Ронана власть над Лейнстером унаследовал Кримтанн мак Аэдо из рода Уи Майл, в то время как престол Уи Хеннселайг перешёл к Крундмаэлу Болг Луате.
На основании упоминания в ирландских сагах о короле Ронане мак Аэдо высказывается предположение, что преемником Брандуба мак Эхаха мог быть Ронан Крах, сын Аэда Дибхине из рода Уи Майл, впоследствии ставший епископом и убитый своим братом Кримтанном.

### Король Ронан в сагах
О лейнстерском короле Ронане повествует ирландская сага, создание которой относится к X веку. Это произведение, сохранившееся в «Лейнстерской книге», называется «Убийство Ронаном родича» (лат. Fingal Rónáin). В нём рассказывается о лейнстерском короле Ронане мак Аэдо, однако тождественность фактов, приводимых в этом источнике и средневековых генеалогиях, позволяет идентифицировать главного героя с Ронаном мак Колмайном.
Согласно саге, в первом браке король Ронан был женат на Эйтне, дочери Куммаскаха мак Эогайна из мунстерских десси. Их сыном был Маэл Фотартайг, юноша очень красивый и любимый женщинами. Через много лет после смерти Эйтны король Ронан вступил во второй брак, вопреки советам взяв в жёны молодую девушку, дочь короля Дансеверика Эохайда. Вскоре супруга Ронана влюбилась в своего пасынка. Маэл Фотартайг, не желая навредить отцу, уехал из Ирландии и долгое время пробыл в Шотландии. Когда же он возвратился на родину, озлобленная его пренебрежением жена Ронана обвинила пасынка в попытке её совратить. По приказу разгневанного короля его единственный сын был убит. В начавшемся после этого междоусобии погибли ещё несколько членов королевской семьи, включая супругу Ронана, отравившуюся из-за угрызений совести, её отца, убитого молочными братьями Маэл Фотартайга, и самого короля, умершего из-за тоски по невинно убитому по его приказу сыну.
Возможно, в саге нашли отражения реальные исторические события: известно, что Ронан мак Колмайн не оставил наследников и все позднейшие представители рода Уи Дунлайнге вели своё происхождение от его брата Фаэлана мак Колмайна. Также в генеалогических сочинениях упоминается, что второй супругой лейнстерского короля Ронана была дочь правителя небольшого королевства Дал Арайде Эохайда Иарлайте.

## Комментарии
1. ↑  Непосредственным преемником Брандуба мак Эхаха на престоле Уи Хеннселайг был Коналл мак Аэдо. Затем один за другим Южным Лейнстером правили Кримтанн мак Айлелло, Дунхад мак Конайлл и, наконец, Ронан мак Колмайн[9].